# Finisterrae (película de 2010)
Finisterrae es una película de drama y fantasía española de 2010, dirigida por Sergio Caballero. Se trata del primer largometraje del cineasta.

## Sinopsis
Narra la historia de dos fantasmas que hartos de transitar en el territorio de las penumbras, deciden realizar el Camino de Santiago hasta el fin del mundo para una vez allí, empezar una etapa terrenal y efímera en el mundo de los vivos.

## Reparto
- Santí Serra como el fantasma 1
- Pau Nubiola como el fantasma 2
- Pavel Lukiyanov como la voz del fantasma 1
- Yuri Mykhaylychenko voz del fantasma 2
- Rosanna Walls como el fantasma de los 80

## Producción
Un aspecto bastante curioso es el modo en cómo está doblada la película: los fantasmas se expresan y dialogan en todo momento en ruso, por lo que todo el film hay que seguirlo con subtítulos. En uno de los extras que vienen incluidos en el dvd se explica la manera como se realizó esto: los actores vestidos de fantasmas iban siguiendo las indicaciones que les hacía el director en cuanto a acciones, movimientos etc., pero no pronunciaban palabra alguna. Posteriormente, el film sería doblado por entero por actores rusos.